# Некармія
Некармія (пол. Niekarmia) — село в Польщі, у гміні Рудзінець Гливицького повіту Сілезького воєводства.
Населення — 133 особи (2011).
У 1975—1998 роках село належало до Катовицького воєводства.

## Демографія
Демографічна структура станом на 31 березня 2011 року:
|          | Загалом | Допрацездатний вік | Працездатний вік | Постпрацездатний вік |
| -------- | ------- | ------------------ | ---------------- | -------------------- |
| Чоловіки | 66      | 17                 | 40               | 9                    |
| Жінки    | 67      | 16                 | 39               | 12                   |
| Разом    | 133     | 33                 | 79               | 21                   |